# جامعة بورتلاند
جامعة بورتلاند (بالإنجليزية: University of Portland)‏ (ويشار إليها اختصارا بـ UP) هي جامعة خاصة كاثوليكية تقع في بورتلاند في ولاية أوريغون، بالولايات المتحدة الأمريكية. تأسست عام 1901.

## إحصائيات
يبلغ عدد طلاب الجامعة 4,123 طالب، منهم 469 طالب دراسات عليا.

## وصلات خارجية
- الموقع الإلكتروني